# ジョニー・エドゥアルド
ジョニー・エドゥアルド（Johnny Eduardo、1978年8月3日 - ）は、ブラジルの男性総合格闘家。リオデジャネイロ州ドゥケ・デ・カシアス出身。ノヴァウニオン所属。元修斗南米大陸ライト級王者。

## 来歴
1996年11月1日、総合格闘技デビュー。
1999年12月11日、VALE TUDO JAPAN '99で五味隆典と対戦し、スリーパーホールドで一本負け。

### UFC
2011年8月27日、UFCデビュー戦となったUFC 134でハファエル・アスンソンと対戦し、判定負け。
2012年5月15日、UFC on Fuel TV 3でジェフ・カランと対戦し、判定勝利。
2014年5月10日、UFC Fight Night: Brown vs. Silvaでバンタム級4位のエディ・ワインランドと対戦し、パウンドでKO勝利。パフォーマンス・オブ・ザ・ナイトを受賞した。
2015年12月10日、UFC Fight Night: Namajunas vs. VanZantでバンタム級ランキング5位のアルジャメイン・スターリングと対戦し、ギロチンチョークで一本負け。
2021年10月7日、UFCからリリースされた。

## 戦績
| 総合格闘技 戦績 | 総合格闘技 戦績 | 総合格闘技 戦績 | 総合格闘技 戦績 | 総合格闘技 戦績 | 総合格闘技 戦績 | 総合格闘技 戦績 |
| --------------- | --------------- | --------------- | --------------- | --------------- | --------------- | --------------- |
| 38 試合         | (T)KO           | 一本            | 判定            | その他          | 引き分け        | 無効試合        |
| 28 勝           | 8               | 13              | 7               | 0               | 0               | 0               |
| 13 敗           | 2               | 9               | 2               | 0               | 0               | 0               |

| 勝敗 | 対戦相手                     | 試合結果                               | 大会名                                         | 開催年月日     |
| ×    | アレハンドロ・ペレス         | 2R 4:13 スカーフホールド・アームロック | UFC Fight Night: Santos vs. Walker             | 2021年10月2日  |
| ×    | ナサニエル・ウッド           | 2R 2:18 ダースチョーク                 | UFC Fight Night: Rivera vs. Moraes             | 2018年6月1日   |
| ×    | マシュー・ロペス             | 1R 2:57 TKO（）                        | UFC 212: Aldo vs. Holloway                     | 2017年6月3日   |
| ○    | マニー・ガンブリャン         | 2R 0:46 TKO（左ジャブ→パウンド）       | UFC Fight Night: Bader vs. Nogueira 2          | 2016年11月19日 |
| ×    | アルジャメイン・スターリング | 2R 4:18 ギロチンチョーク               | UFC Fight Night: Namajunas vs. VanZant         | 2015年12月10日 |
| ○    | エディ・ワインランド         | 1R 4:37 KO（右フック→パウンド）        | UFC Fight Night: Brown vs. Silva               | 2014年5月10日  |
| ○    | ジェフ・カラン               | 5分3R終了 判定3-0                      | UFC on Fuel TV 3: Korean Zombie vs. Poirier    | 2012年5月15日  |
| ×    | ハファエル・アスンソン       | 5分3R終了 判定0-3                      | UFC 134: Silva vs. Okami                       | 2011年8月27日  |
| ×    | ミルトン・ヴィエイラ         | 2R アナコンダチョーク                  | Super Challenge 1 【73kg級トーナメント 1回戦】 | 2006年10月7日  |
| ×    | 五味隆典                     | 3R 1:43 スリーパーホールド             | VALE TUDO JAPAN '99                            | 1999年12月11日 |

## 獲得タイトル
- 第2代修斗南米大陸ライト級王座（2010年）

## 表彰
- ブラジリアン柔術 紫帯
- UFC パフォーマンス・オブ・ザ・ナイト（1回）